# Wissadula decora
Wissadula decora là một loài thực vật có hoa trong họ Cẩm quỳ. Loài này được S. Moore miêu tả khoa học đầu tiên năm 1895.